# Ciclisme als Jocs Olímpics d'Estiu de 2012
Als Jocs Olímpics d'Estiu de 2012, realitzats a la ciutat de Londres (Anglaterra, Regne Unit), es disputaren divuit proves de ciclisme, quatre en ciclisme en ruta (dues en categoria masculina i dues en categoria femenina); deu en ciclisme en pista (cinc en categoria masculina i cinc més en categoria femenina); dues en ciclisme de muntanya i dues més en BMX (una per cada categoria respectivament).
Les proves es realitzaren entre els dies 28 de juliol i 12 d'agost en quatre seus deferents: al Velòdrom de Londres les proves de ciclisme en pista i BMX; a les instal·lacions de Hadleigh Farm les proves de ciclisme de muntanya; la prova de ciclisme en ruta inicià i finalitzà a The Mall de Londres i passarà per zones del comtat de Surrey; i finalment la contrarellotge es desenvoluparà al Hampton Court Palace.

## Calendari
| R | Rondes preliminars | ¼ | Quarts de final | ½ | Semifinals | F | Final |

| Prova↓/Data →           | 28 juliol | 29 juliol | 1 agost | 8 agost | 9 agost | 10 agost | 10 agost | 11 agost | 12 agost |
| ----------------------- | --------- | --------- | ------- | ------- | ------- | -------- | -------- | -------- | -------- |
| Ciclisme en ruta        |           |           |         |         |         |          |          |          |          |
| Prova en ruta masculina | F         |           |         |         |         |          |          |          |          |
| Contrarellotge masculí  |           |           | F       |         |         |          |          |          |          |
| Prova en ruta femenina  |           | F         |         |         |         |          |          |          |          |
| Contrarellotge femenina |           |           | F       |         |         |          |          |          |          |
| Ciclisme de muntanya    |           |           |         |         |         |          |          |          |          |
| Camp a través masculí   |           |           |         |         |         |          |          |          | F        |
| Camp a través femení    |           |           |         |         |         |          |          | F        |          |
| BMX                     |           |           |         |         |         |          |          |          |          |
| BMX masculí             |           |           |         | R       | ¼       | ½        | F        |          |          |
| BMX femení              |           |           |         | R       |         | ½        | F        |          |          |

| Data →                          | 12 agost | 12 agost | 12 agost | 13 agost | 13 agost | 14 agost | 14 agost | 14 agost | 15 agost | 15 agost | 16 agost | 16 agost | 17 agost | 17 agost | 17 agost |   |
| Prova ↓                         | T        | T        | T        | T        | T        | M        | T        | T        | M        | T        | T        | T        | M        | T        | T        | T |
| ------------------------------- | -------- | -------- | -------- | -------- | -------- | -------- | -------- | -------- | -------- | -------- | -------- | -------- | -------- | -------- | -------- | - |
| Keirin masculí                  |          |          |          |          |          |          |          |          |          |          |          |          | R        | ½        | F        |   |
| Omnium masculí                  |          |          |          |          |          | FL       | PR       | PR       | PI       | SR       |          |          |          |          |          |   |
| Velocitat masculina individual  |          |          |          |          |          | H        | H        | H        |          | ¼        | ½        | F        |          |          |          |   |
| Persecució per equips masculina | R        | R        | R        | ½        | F        |          |          |          |          |          |          |          |          |          |          |   |
| Velcocitat per equips masculina | R        | ½        | F        |          |          |          |          |          |          |          |          |          |          |          |          |   |
| Keirin femení                   |          |          |          | R        | F        |          |          |          |          |          |          |          |          |          |          |   |
| Omnium femení                   |          |          |          |          |          |          |          |          |          |          | FL       | FL       | PI       | SR       | SR       |   |
| Velocitat individual femenina   |          |          |          |          |          |          |          |          | H        | H        |          |          |          | ½        | F        |   |
| Persecució per equips femenina  |          |          |          | R        | R        |          | ½        | F        |          |          |          |          |          |          |          |   |
| Velocitat per equips femenina   | H        | ½        | F        |          |          |          |          |          |          |          |          |          |          |          |          |   |

## Resum de medalles

### Ciclisme en ruta

#### Categoria masculina
| Prova                  | Or                        | Plata                | Bronze                   |
| Prova en ruta detalls  | Aleksandr Vinokúrov (KAZ) | Rigoberto Urán (COL) | Alexander Kristoff (NOR) |
| Contrarellotge detalls | Bradley Wiggins (GBR)     | Tony Martin (GER)    | Christopher Froome (GBR) |

#### Categoria femenina
| Prova                  | Or                      | Plata                      | Bronze                  |
| Prova en ruta detalls  | Marianne Vos (NED)      | Elizabeth Armitstead (GBR) | Olga Zabelinskaya (RUS) |
| Contrarellotge detalls | Kristin Armstrong (EUA) | Judith Arndt (GER)         | Olga Zabelinskaya (RUS) |

### Ciclisme en pista

#### Categoria masculina
| Prova                         | Or                                                                   | Plata                                                                  | Bronze                                                                              |
| Velocitat individual detalls  | Jason Kenny (GBR)                                                    | Grégory Baugé (FRA)                                                    | Shane Perkins (AUS)                                                                 |
| Velocitat per equips detalls  | Regne UnitPhilip Hindes · Chris Hoy · Jason Kenny                    | FrançaGrégory Baugé · Michaél D'Almeida · Kévin Sireau                 | AlemanyaRené Enders · Maximilian Levy · Robert Förstemann                           |
| Persecució per equips detalls | Regne UnitEd Clancy · Geraint Thomas · Steven Burke · Peter Kennaugh | AustràliaJack Bobridge · Glenn O'Shea · Rohan Dennis · Michael Hepburn | Nova ZelandaSam Bewley · Aaron Gate · Marc Ryan · Jesse Sergent · Westley Gough (q) |
| Keirin detalls                | Chris Hoy (GBR)                                                      | Maximilian Levy (GER)                                                  | Teun Mulder (NED)                                                                   |
| Keirin detalls                | Chris Hoy (GBR)                                                      | Maximilian Levy (GER)                                                  | Simon van Velthooven (NZL)                                                          |
| Òmnium detalls                | Lasse Norman Hansen (DEN)                                            | Bryan Coquard (FRA)                                                    | Ed Clancy (GBR)                                                                     |

#### Categoria femenina
| Prova                         | Or                                                     | Plata                                                                      | Bronze                                                  |
| Velocitat individual detalls  | Anna Meares (AUS)                                      | Victoria Pendleton (GBR)                                                   | Guo Shuang (CHN)                                        |
| Velocitat per equips detalls  | AlemanyaKristina Vogel · Miriam Welte                  | R.P. de la XinaGong Jinjie · Guo Shuang                                    | AustràliaKaarle McCulloch · Anna Meares                 |
| Persecució per equips detalls | Regne UnitDanielle King · Laura Trott · Joanna Rowsell | Estats UnitsSarah Hammer · Dotsie Bausch · Lauren Tamayo · Jennie Reed (q) | CanadàTara Whitten · Gillian Carleton · Jasmin Glaesser |
| Keirin detalls                | Victoria Pendleton (GBR)                               | Guo Shuang (CHN)                                                           | Lee Wai Sze (HKG)                                       |
| Òmnium detalls                | Laura Trott (GBR)                                      | Sarah Hammer (EUA)                                                         | Annette Edmondson (AUS)                                 |

### Ciclisme de muntanya
| Prova         | Or                     | Plata               | Bronze                      |
| Homes detalls | Jaroslav Kulhavý (CZE) | Nino Schurter (SUI) | Marco Aurelio Fontana (ITA) |
| Dones detalls | Julie Bresset (FRA)    | Sabine Spitz (GER)  | Georgia Gould (EUA)         |

### BMX
| Prova         | Or                     | Plata                | Bronze               |
| Homes detalls | Māris Štrombergs (LAT) | Sam Willoughby (AUS) | Carlos Oquendo (COL) |
| Dones detalls | Mariana Pajón (COL)    | Sarah Walker (NZL)   | Laura Smulders (NED) |

## Medaller

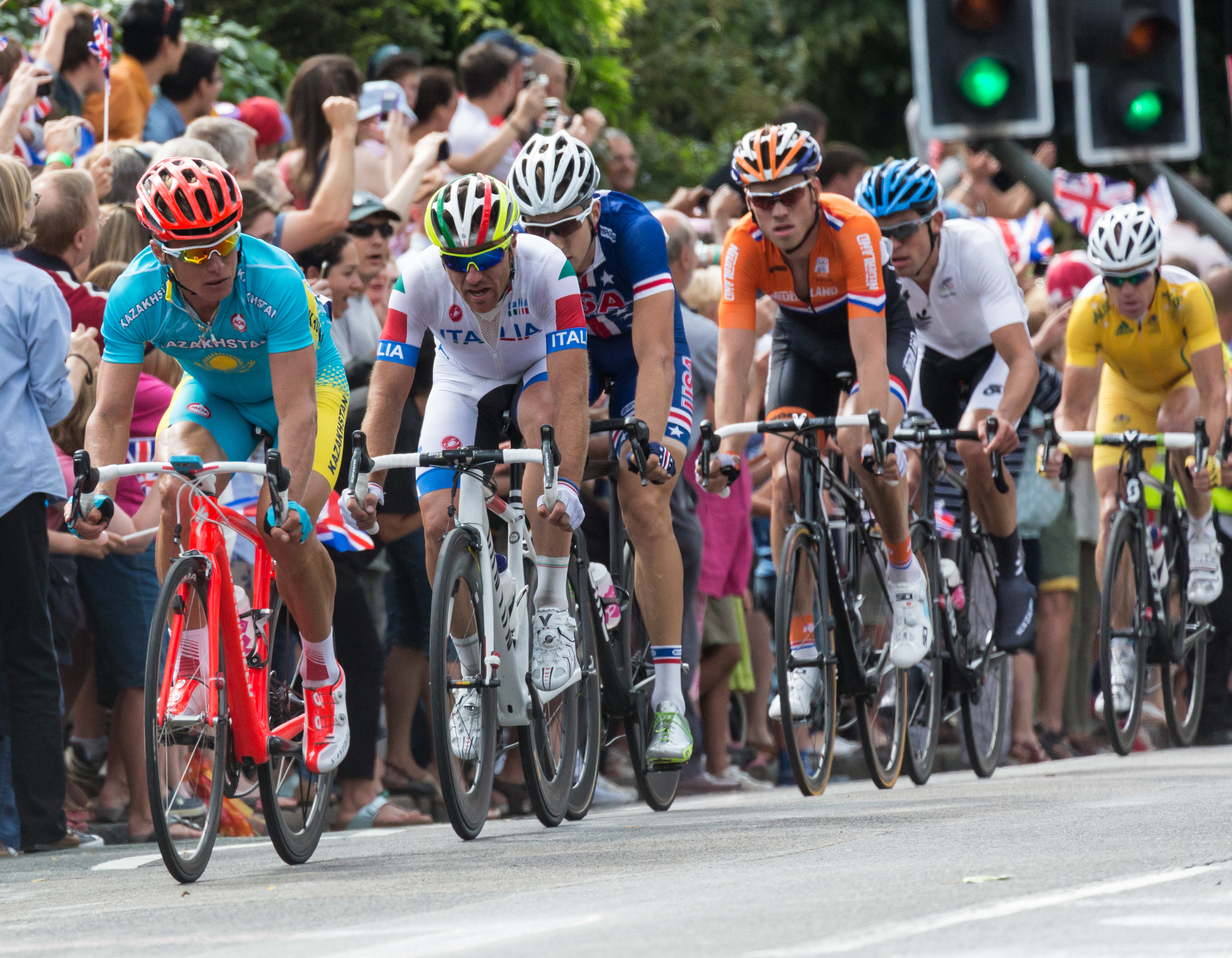
Imatge de la prova en ruta masculina.

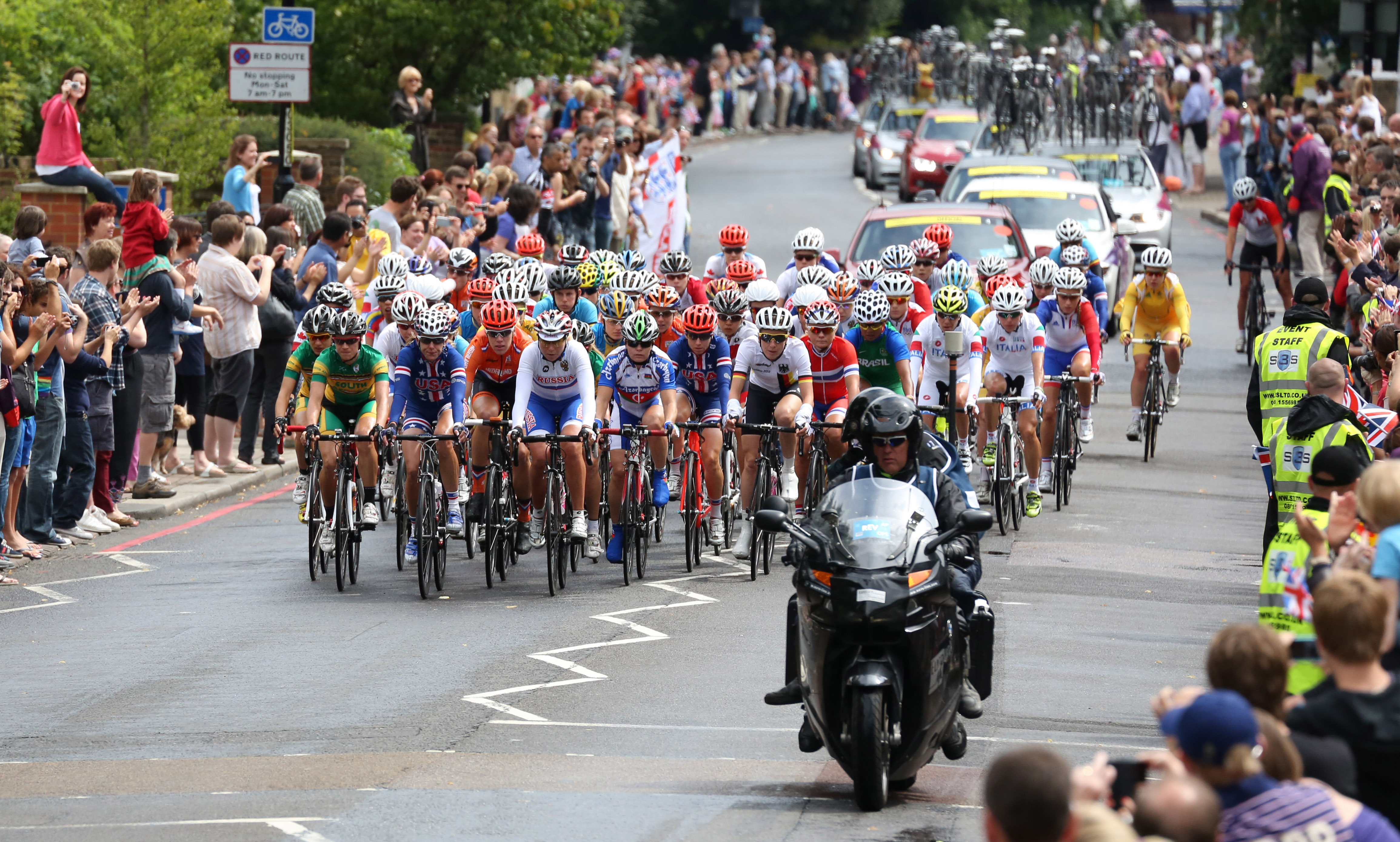
Imatge de la prova en ruta femenina.

| Posició | País            | Or | Plata | Bronze | Total |
| 1       | Regne Unit      | 8  | 2     | 2      | 12    |
| 2       | Alemanya        | 1  | 4     | 1      | 6     |
| 3       | França          | 1  | 3     | 0      | 4     |
| 4       | Austràlia       | 1  | 2     | 3      | 6     |
| 5       | Estats Units    | 1  | 2     | 1      | 4     |
| 6       | Colòmbia        | 1  | 1     | 1      | 3     |
| 7       | Països Baixos   | 1  | 0     | 2      | 3     |
| 8       | Dinamarca       | 1  | 0     | 0      | 1     |
| 8       | Kazakhstan      | 1  | 0     | 0      | 1     |
| 8       | Letònia         | 1  | 0     | 0      | 1     |
| 8       | Txèquia         | 1  | 0     | 0      | 1     |
| 12      | R.P. de la Xina | 0  | 2     | 1      | 3     |
| 13      | Nova Zelanda    | 0  | 1     | 2      | 3     |
| 14      | Suïssa          | 0  | 1     | 0      | 1     |
| 15      | Rússia          | 0  | 0     | 2      | 2     |
| 16      | Canadà          | 0  | 0     | 1      | 1     |
| 16      | Hong Kong       | 0  | 0     | 1      | 1     |
| 16      | Noruega         | 0  | 0     | 1      | 1     |
| 16      | Itàlia          | 0  | 0     | 1      | 1     |
| Total   | Total           | 18 | 18    | 19     | 55    |